# Museu de Pequenas Mensagens do Coração do Japão
O Museu da Carta mais Curta do Japão (Ippitsukeijo  Nihon-ichi mijikai tegami no yakata) é o local onde estão expostas a coleção das Cartas Mais Curtas do Japão  localizado em Maruoka, no Município de Sakai, Província  de Fukui . 

Visão geral
Ippitsukeijo Hi no Youjin  (Cuidado com o fogo) conhecido como  modelo de  carta que foi escrita por   Shigetsugu Honda também conhecido por Oni Sakuza (demônio da esquerda) que foi dirigida a sua esposa durante uma batalha. Devido à palavra Osen se referir a Honda Narishige, primeiro  chefe do  clã Maruoka de Echizen,  por sugestão, em 1993 de Masanari Oomawari, então funcionário da antigo município de Maruoka   foi iniciada a seleção pública para o prêmio da carta mais curta com o tema "carta para mãe" . Estas obras selecionadas só podiam ser vistas nos livros  publicados , e o museu foi criado para possibilitar a exposição permanente  . 
Fica em uma  construção de dois andares (em parte com três andares)  que foi inaugurada em 23 de agosto de 2015. Este dia foi escolhido devido ao trocadilho em japonês da palavra Fumi referente a fu (2) e mi (3)  . Os trabalhos premiados são exibidos em imagens semelhantes a  cachoeiras   . O prêmio da carta mais curta do Japão, ao qual concorrem muitos trabalhos todos os anos, começou com o tema da carta escrita por Honda Sakuzaemon Shigetsugu" o que visa restabelecer a cultura da carta do Japão nos dias atuais onde os relacionamentos entre as pessoas são fracos. Os pensamentos contidos em uma carta curta de apenas 40 letras emocionaram  muitas pessoas.  Então, o pensamento de muitas pessoas ao longo dos últimos 20 anos foi reunido e foi criado o"Museu da Carta mais Curta do Japão" 
O “Prêmio da carta mais curta do Japão” está de acordo com o pensamento do Grupo Sumitomo : “Coisas importantes : de pessoas para pessoas” e também por Maruoka no muncípio de Sakai  ser o berço do fundador  da família Sumitomo (Masato), e o relacionamento é profundo. O grupo patrocina este concurso desde 1994. 
1. ↑  «「日本一短い手紙」、引退した仕掛け人の思い 今年も大賞5編を発表»
2. ↑  日本一短い「母」への手紙―一筆啓上賞. [S.l.: s.n.] Texto "和書" ignorado (ajuda)
3. ↑  «一筆啓上の発信基地 手紙の館が完成 オープンは"ふみ"の語呂合わせで今月23日»
4. 1 2  «一筆啓上の発信基地 手紙の館が完成 オープンは"ふみ"の語呂合わせで今月23日»
5. ↑  «「一筆啓上日本一短い手紙の館」 120万通の思いが結集»
6. ↑  «一筆啓上日本一短い手紙の館　この館について»
7. ↑  «一筆啓上賞 日本一短い手紙コンクール特別後援»